# Molnyija-pálya

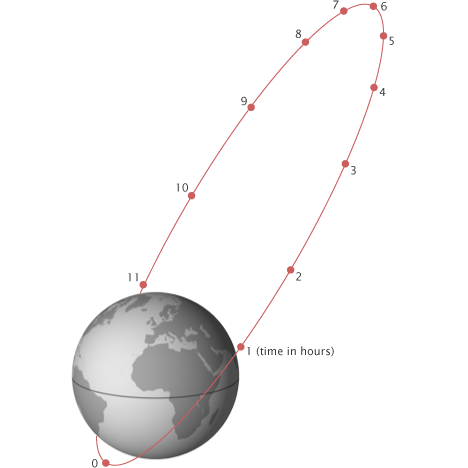
Molnyija-pálya a keringési idő jelzésével

A Molnyija-pálya műholdak által használt, nagy excentricitású, elnyújtott ellipszis alakú orbitális pálya, melynek jellemzője a nagy apogeum-távolság, és ennek következtében a horizont feletti hosszú tartózkodási idő. Elsősorban kommunikációs és felderítési célokra alkalmas. Nevét az ezt a pályát elsőként alkalmazó szovjet Molnyija műholdak után kapta az 1960-as évek közepétől. Alkalmazásának oka, hogy a geostacionárius műholdak a Szovjetunió területéről alacsony horizont feletti magasságban látszanak, ezért egy épület vagy akár egy facsoport is akadályozhatja a vételt. A pálya emberi utazásra nem alkalmas a Van Allen-övön való hosszú idejű áthaladás miatt.
A Molnyija-pálya az angol rövidítéssel HEO-nak nevezett (Highly Elliptical Orbit) pálya speciális esete, az apogeum mindig azonos földrajzi területek fölött van. Emiatt a geostacionárius pályákhoz sorolható, mert a műhold a láthatósága idején a Földről nagyjából azonos irányban látható.

## A HEO pálya jellemzői
- apogeum GEO-pálya fölött (36-40 ezer km)
- az apogeum azonos földrajzi területek fölött van
- perigeum 500...1000 km körüli
- az excentricitás nagy, 0,75 körüli
- inklináció: 50°...70° közötti, a Molnyija-pálya esetén 63,4° (a Föld gravitációja miatti perturbáció itt eltűnik)
- keringési idő: kb. 12 óra (11 óra 58 perc, a sziderikus nap fele, ebből a horizont fölött látható 8...11 órán át)
- a sarkvidék is lefedhető vele
- három műhold elegendő a folyamatos kommunikáció biztosításához
- a Földről a műhold a zenit körül látható
- a műhold rövid ideig van a Föld takarásában, a Molnyija-pálya esetén ez jellemzően 7%, vagyis 50 percig tart (a perigeum értékétől és az évszaktól függ)

A Molnyija-pálya alesete a Tundra-pálya, aminek 
- periódusideje a sziderikus nap hossza, 23 óra 56 perc
- inklinációja 63,4°
- fő előnye, hogy mindössze két műhold elegendő a teljes lefedettséghez
- a keringési paramétereket meg lehet úgy választani, hogy a műhold pályája ne haladjon át a Van Allen sugárzási öveken
- hátránya, hogy nagyobb sebesség szükséges a pálya eléréséhez, mint a Molnyija-pálya esetén